# ماركيل البردي
ماركيل البردي (بالإسبانية: Markel Alberdi)‏ (مواليد 22 أكتوبر 1991) هو سبّاح إسباني، مثّل بلاده في الألعاب الأولمبية الصيفية 2016.

## روابط خارجية
ماركيل البردي على موقع الاتحاد الدولي للسباحة (الإنجليزية)
- ماركيل البردي على موقع أوليمبيديا (الإنجليزية)